# Hollbeer
La Hollbeer est une bière issue de la brasserie artisanale de Riquewihr (en Alsace) de Gilbert Holl en activité depuis octobre 1998. La brasserie a récemment changé de nom et s'appelle désormais La Brasserie du Vignoble ou BRA'V. Cette brasserie est située en plein vignoble sur la route des vins d'Alsace et produit des bières artisanales.

## Histoire de la brasserie
La brasserie a été construite sur le terrain d'une ancienne station d'essence et était détenue au départ par Gilbert Holl d'où le nom Hollbeer. La brasserie propose aujourd'hui un service de restauration ainsi qu'une boutique pour les personnes de passage.

## Informations pratiques concernant la brasserie
La brasserie est ouverte du lundi au samedi de 10 h à 12 h et de 14 h à 18 h. La brasserie propose également des visites pour des groupes.